# Õiglus 2
Õiglus 2 is een Estse actiefilm uit 2021 geregisseerd door Toomas Aria en is het vervolg op Õiglus uit 2019, die in Estland een cultstatus heeft verkregen. De film ging in première op 19 september 2021 op het Haapsalu Horror & Fantasy Film Festival waar het de publieksprijs won.

## Plot
Een drugsbaron wordt gevangengenomen en vastgehouden in de gevangenis. Hij ontsnapt daar om wraak te nemen op Ahto, degene die hem daar heeft laten belanden.